# Ivo Paunov
Ivo Paunov (bulgarisch Иво Паунов Iwo Paunow, * in Bulgarien) ist ein kanadischer Jazzmusiker (Saxophon, Kaval, Piano) und Filmkomponist bulgarischer Herkunft.

## Leben
Ivo Paunov ist der Bruder des Filmemachers Andrej Paunow. Im Alter von 15 Jahren zog Paunovs Familie nach Kanada, wo sie sich in Toronto niederließ. Er studierte von 1995 bis 1999 Physik an der University of Toronto, von 2000 bis 2001 Computerwissenschaften an der Ryerson University und von 1998 bis 2000 Musik an der York University. Seitdem konnte er sich als Komponist für Kurz-, Langspiel- und Dokumentarfilme etablieren.
Als Saxophonist und Flötenspieler spielte er World Jazz mit Anton Apostolov in der Band Mayaro; auch war er an Apostolovs Album Balkania After the Rain (2010) beteiligt. Er selbst gründete die Band Afrodisiac (gleichnamiges Album 2007), mit der er auf dem Festival International de Jazz de Montréal auftrat. Dann gründete er die Acid Folk Five, mit der er 2013 das Album Dragon's Bride veröffentlichte, auf dem neben ihm die Sängerin Ekaterina Anguelova herausgestellt wird. Die Gruppe trat auch auf dem Festival Bansko Jazz 2015 auf.

## Filmografie (Auswahl)
- 2004: Georgi i peperudite
- 2008: See You at the Eiffel Tower
- 2011: The Boy Who Was a King
- 2013: The Pin
- 2017: Reflections Full of Life
- 2018: Touch Me Not
- 2021: January